# 永秀女王
永秀女王（えいしゅうじょおう）は江戸時代の女性皇族。霊元天皇の第五皇女。母は敬法門院。身位は女王。

## 生涯
貞享5年（1688年）に出家。宝永4年、紫衣を授けられ景愛寺住職となる。内親王宣下を受けず、49歳で薨去。幼称は重宮、友宮。号は勝光明院。